# إريك يدفاردسون
إريك التاسع، أو إريك يدفاردسون (بالسويدية: Erik Jedvardsson)، أو إريك المقدس (بالسويدية: Erik den helige)، ويُدعى أيضاً إريك المُشّرع، وفي السويد يُدعى القديس إريك (بالسويدية: Sankt Erik) كان ملكاً للسويد، حكم من حوالي 1156-1160. لم تنجو أي سجلات تاريخية عن إريك، وكل المعلومات عنه مرتكزة على حكايا لاحقة كانت تهدف لترسيخه قديساً. تذكر سجلات الشهداء الرومانية للكنيسة الكاثوليكية إريك كقديس تُحيا ذكراه في 18 أيار. إريك التاسع هو الجد الأول لسلالة بيت إريك التي حكمت السويد في فتراتٍ متقاطعة من حوالي 1156 إلى 1250.

## لمحة تاريخية
بما أن الملوك من بيت إريك كانوا يُدفنون باستمرار في دير فارنهم قُرب سكارا في فستريوتلاند، تُعتبر لدى العائلة جذور غيتية مثل العائلات القروسطية الحاكمة في السويد. تقترح تحقيات دراسات عظمية لبقايا إريك أنه قد يكون عاش آخر 10-15 سنة من حياته في فستريوتلاند وليس في أوبلاند حيث مات. من ناحيةٍ أخرى، القصر الوحيد المعروف أنه قد امتلكه يقع في فيستمانلاند في سفيلاند. يُعتقد أن إريكسبورغ في وسط فستريوتلاند كان القصر الأصلي للعائلة. أم بالنسبة لأسرته، فقد كان له أخ يبدأ اسمه بحرف "J". تم تحديد هذا الأخ باسم يو-آر يدفاردسون (Joar Jedvardsson). وذها بدوره يتوافق مع ملحمة الملك سفره (Sverre) التي تُشير إلى «إريك القديس بابن ياتفارد (Jatvard)». وبالمثلK تعرف التقاليد السويدية القروسطية المتأخرة الملكَ باسم إريك يدفاردسون. اسم الأب يدفارد (إدوارد) ليس إسكندنافياً وربما يُشير إلى تأثير الحملات التبشيرية الإنجليزية. أمه - وفقاً لتقاليد ترجع إلى القرن الرابعة عشر - ابنه الملك بلوت-سفن. ومع ذلك، فهذه المعلومة محل نقاش.

## حكاية

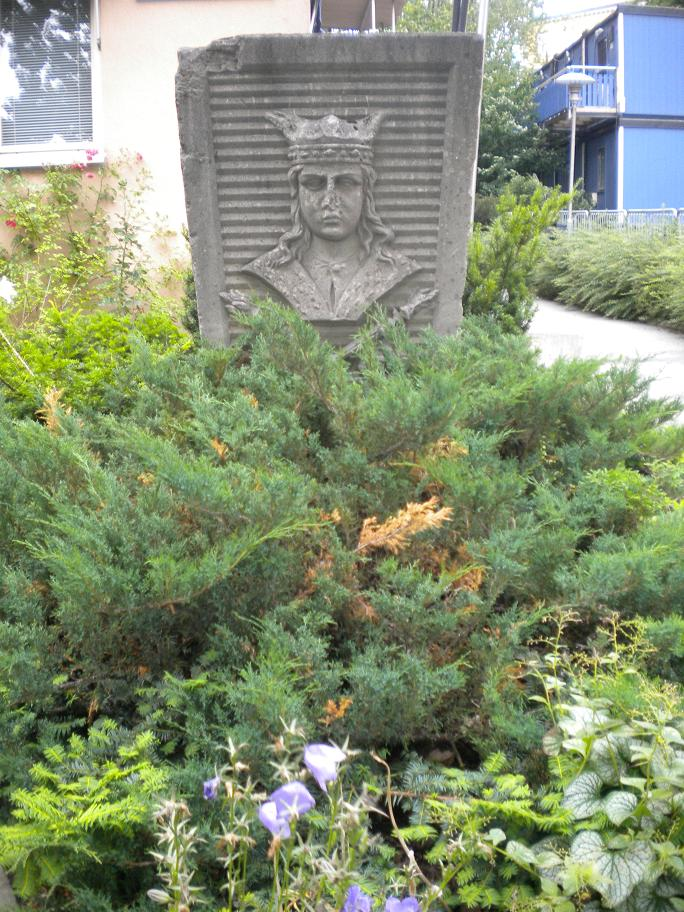
إحدى الصور العديدة للقديس إريك في ستوكهولم كحامي رمزي للمدينة.

الوصف الكامل الوحيد عن حياة إريك هو حكاية تبجيلية يرجع تاريخها في أواخر القرن الثالثة عشر. تاريخية الحكاية كانت محل نقاش عند المؤرخين السويديين. تُخبر الحكاية أن إريك كان من دماءٍ ملكية واختير بالإجماع ملكاً على السويد عندما كان هنالك فراغ في عرش الملك. وتذكر أيضاً أن إريك حكم لمدة 10 سنين، والتي وضعت بداية حكمه من حوالي 1150. إن كان ذلك صحيحاً فهذا يعني أنه كان ملكاً منافساً لسفيركر الأول، الذي اعتلى العرش في في حوالي 1132 وتم اغتياله في 1156. وعلى أي حال يُفترض أن إريك كان مُعترفاً به في كل المدن بعد عام 1156. في حين أن أبوته مجهولة، يُوجد أدلة أنه عزز مطالبته للعرش بالزواج من الأميرة الدنماركية كريستينا بيورنسدوتر، حفيدة إنغه الأكبر. لم تشمل مملكته أوستريوتلاند، حيث حكم ابنه كارل السابع في أواخر عقد 1150.
وفقاً للحكاية، فعل إريك الكثير ليوطد النصرانية في مملكته. مع ذلك فالمصدر الوحيد الذي يذكر حكمه هو سجل وقائع سيسترسي يرجع إلى حوالي عام 1200. تقول الحكاية أن إريك وكريستينا ضايقا رهبان دير فارنهم في فستريوتلاند. غادر بعض الرهبان إلى الدنمارك حيث أُسس دير فيستكول في 1158. يكن غير إريك وكريستينا موقفهما وسمحا لإعادة تنظيم فارنهم بقيادة أبوت غيرهارد (Abbot Gerhard) من دير ألفاسترا. يُضيف مصدر يرجع إلى أوائل القرن الثالثة عشر أن قدم تبرعاتٍ دير نيدالا في سمولاند.

## الحملة الصليبية على فنلندا

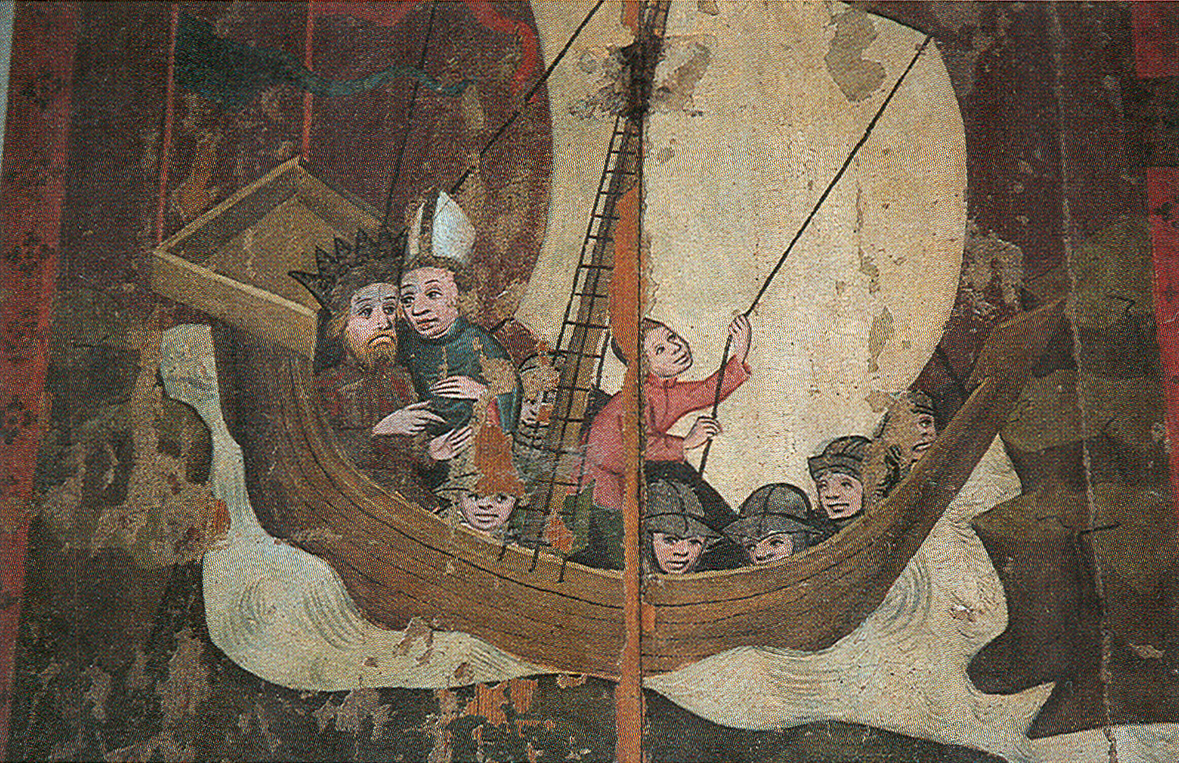
إريك التاسع ملك السويد والأسقف هنري في طريقهما إلى فنلندا - تصوير أواخر العصور الوسطى من أوبلاند

تذكر الحكاية أيضاً أن إريك أول من نشر النصرانية في فنلندا، «حيث كانت في ذلك الزمان وثنية وسببت للسويد ضرراً كبيراً». في محاولة لغزو وتنصير الفنلنديين، يُزعم أنه قاد أول حملة صليبية سويدية في شرق بحر البلطيق. «ثم طلب القديس إريك من شعب فنلندا لقبول النصرانية وأن يعقدوا سلاماً معه. لكن عندما رفضوا قبولها، حاربهم وغزاهم بالسيف، منتقماً لدماء الرجال النصارى التي كانت تُسفك دائماً ولوقتٍ طويل. وعندما حقق هذا النصر المشرف صلّى لله، راكعاً على ركبتيه والدموع تملؤ عينيه. عندما سأله أحد رجاله الصالحين لمَ بكى، لأن عليه أن يبتهج بسبب النصر المشرف الذي أحرزه ضد أعداء المسيح والإيمان المقدس، فأجاب: أنا سعيد وأحمد الله الذي منحنا النصر؛ لكنني أشعر بالأسف الشديد؛ لأن كثيراً من الأرواح قد أُزهقت اليوم، والتي كان بإمكانها أن تكسب حياةً أبدية لو قبلت النصرانية». أقنع إريك مطران أوبسالا هنري أن يبقى في فنلندا ليُنصّر الفنلنديين، ولاحقاً سيصبح شهيداً.
لا يوجد تأكيد مباشر من مصادر أخرى عن «الحملة الصليبية»؛ لكن يوجد مرسوم بابوي يرجع إلى أوائعل عقد 1170 يذكر فعلياً شكاوى أن «الفنلديين دائماً عندما يتعرضون لتهديدٍ من جيوشٍ معادية، يعدون أن يحافظوا على العقيدة النصرانية ويطلبون بلهفةٍ مبشرين ومعلمين في القانون النصراني؛ لكن عندما يرجع الجيش، ينكرون الإيمان، ويحتقرون ويضطهدون المبشرين إلى أبعد الحدود». يبين المرسوم أن السويديين قد وقفوا مسبقاً في علاقةٍ معينة مع الفنلنديين وقاموا بحملاتٍ ضدهم. علاوةً على ذلك، في رسالةٍ بابوية ترجع إلى سنة 1216 حفظت الحق لإريك العاشر حفيد إريك التاسع الحقَ لسلالته لاحتلال الأراضي الوثنية. إذا تُرجم ذلك حرفياً، فهذا يلمح إلى أن الغزوات في فنلندا قد قام بها إريك التايع وكانوت الأول. إن كانت الحملات الصليبية قد وقعت، قد لا تكون - بالرغم من ذلك - أكثر من غارة بحرية.

## الإنجازات
يُصور إريك في الحكاية كحاكمٍ عادل مثالي، الذي ساند أولئك الذين اضطهدهم القويُ، وطرد الغر والظالم من مملكته. من المفترض أنه كان مسؤولاً عن تنظيم القوانين في مملكته، التي أصبحت تُعرف بقانون الملك إريك (أو قانون أوبلاند). بالإضافة إلى ذلك، تجادل فرضية أنه أسس ديراً رهبانياً في أوبسالا القديمة، بدأت بالبندكتيتيين الذين جاؤوا الدير الدنماركي في أودنسه أو من دير فريتا. إن كان فعلاً ذلك قد حصل، فهذا يعني أنه أسس نظاماً غير معروف للعشور ليدعم الكنيسة على غرار أماكن أخرى في أوروبا. تُبرز الحكاية بقوة تقوى إريك الشخصية: «ملكنا القديس هذا قام بصلواتٍ واجتماعاتٍ لله، وصام أيضاً. وأظهر التعاطف مع الشعب في المحن، وكان كريماً في إعطاء الصدقات للفقراء، وأجبر نفسه على ارتداء قميص من شعر الحصان، الذي كان يستخدمه عندما يريد إهلاك الجسد (طقس نصراني)... وكيف تعامل مع عدوه السريّ ألا وهي الأجزاء الجنسية، كان يُرى ذلك في الظروف، عندما لاحظ التبتل في الصيام أو الاحتفالات الدينية، كان ياخذ حماماً سرياً في حوضٍ مليئٍ بالماء البارد - حتى في الشتاء - وبالتالي يطرد حرارة الجسم الغير مسموح بها بالماء البارد». في حين أن الكثير من هذا يجب أن يُنظر إليه كسيرة تقديس نمطية، تبين التقيقات العلمية في بقاياه أنه استهلك الكثير من أسماء المياه العذبة، مما يدل ممارسة الصيام.